# Gázkromatográfia
A gázkromatográfia (GC) legtöbbször gáz- vagy folyadék halmazállapotú minták összetételének meghatározására használt analitikai kémiai, azon belül kromatográfiás elválasztástechnikai módszer. A mozgófázis gáz, az állófázis szilárd (gáz–szilárd kromatográfia – GSC), vagy folyékony (gáz–folyadék kromatográfia – GLC). A minta gáz halmazállapotban kerül az elválasztást végző kolonnára, majd a detektorra, ezért gondoskodni kell arról, hogy a nem gáznemű minta a kolonna előtt a megfelelő hőmérsékleten (100-500 °C) elpárologjon. Ezért a módszer csak olyan vegyületek esetében alkalmazandó, melyek bomlás nélkül elpárologtathatóak. Ha a folyamat során bomlás is fellép, akkor a kapott eredmények nem fogják tükrözni a vizsgált anyag valódi összetételét.

## A gázkromatográfiás technológia leírása
A gázkromatográfia egy ismeretlen vegyület vagy elegy összetételének meghatározására szolgáló mérési módszer. A mérés két részből áll: mintaelőkészítésből (ami esetünkben a gázelegy alkotóinak a szétválogatása) és magából a kromatográfiás elválasztási folyamatból (futtatás).
A mérés előkészítése során először feloldják a mintát egy olyan oldószerben, amely biztosan nem ér át egyszerre a kolonnán a minta egyetlen fontos komponensével sem (koelúció), majd a mintából egy kis mennyiséget a készülékbe juttatnak az injektoron keresztül. Itt keverik a gázneművé alakított (vagy már gáznemű), mérendő mintát egy másik, semleges gázban, az úgynevezett vivőgázban, mely folyamatosan áramlik egy csövön át. A vivőgáz leggyakrabban hidrogén vagy hélium, de a nitrogént is alkalmazzák bizonyos esetekben. A csőből a keverék olyan „akadálycsőbe”, kolonnába kerül, amelyben nagy felületű anyagot tartalmazó szilárd szemcsék helyezkednek el. Ezek a szilárd szemcsék kettős akadályt képeznek. Egyrészt mozgásukban is, másrészt felületi aktivitásukkal is akadályozzák a beáramló gázelegyet. Az ismeretlen gáz összetevőire különbözőképpen hatnak az akadályok, ezért az ismeretlen gázelegy összetevői más és más mértékben lassulnak le a hosszú akadálycsövön való áthaladás során. Az áthaladás végére így különböző sorrendben érkeznek meg és egymást követve jutnak az érzékelőrendszerbe.
Kolonnák lehetnek 2-6 mm belső átmérőjű, 0,5-5 m hosszúságú, üvegből, teflonból, vagy fémből készült, töltött (angolul packed), vagy 10-100 m hosszúságú 1 mm-nél kisebb belső átmérőjű, legtöbbször külső poliimid védőréteggel bevont kvarc, vagy fém kapilláris (angolul open tubular) kolonnák.
Töltött kolonnák 0,1-0,3 mm szemcseátmérőjű szilárd anyaggal vannak töltve, melynek felületén, vagy a felületre fölvitt folyadékfilmben a megkötődés, kapilláris kolonnák esetén cső belső felületén helyezkedik el a 0,1-10 µm vastagságú adszorbens, vagy megosztófolyadék. Kapilláris oszloppal rendszerint sokkal nagyobb elméleti tányérszám érhető el, mint töltöttel.
A leggyakrabban használt érzékelők: hővezető-képességi detektor (TCD), lángionizációs detektor (FID), elektronbefogási detektor (ECD). A detektálást gyakran önálló eszközzel, például tömegspektrométerrel (MS) vagy infravörös spektrométerrel (IR) végzik el. Ez utóbbi megoldásokat kapcsolt technikáknak nevezik, pl.: gázkromatográfia-tömegspekrometria (GC-MS).

## Alkalmazási területek az űrkutatásban
A gázkromatográfiás technológiát gyakran használják égitestek felszínére leszálló űrszondák esetében. Néhány példát sorolunk föl.
A Viking–1 és Viking–2 űrszonda leszállóegysége vitt magával ilyen műszert 1976-ban a három életkereső kísérlet analíziséhez. A Venyera-program keretében a Vénuszra leereszkedő Venyera-12 űrszonda gázkromatográfiás technológiával mérte a légkör összetételét 1979-ben. Ugyanezzel a módszerrel mérte a vénuszi légkör összetételét a Pioneer-Vénusz űrszonda is (a Pioneer Venus Multiprobe program keretében). A Cassini–Huygens űrszonda együttes Huygens egysége is föl volt szerelve vele a Titánra történő leereszkedéskor a légköri összetétel mérése céljából. A Rosetta űrszonda alegysége, a Philae robotszonda pedig pedig a 67P/Csurjumov–Geraszimenko üstökös környezetében történő méréseknél használta a GC-MS technológiát. Az üstökösre a tervektől eltérő módon landoló Philae többek között a felszíni anyagok összetételét is vizsgálta.